# Михайлов, Михаил Леонидович
Михаил Леонидович Михайлов (укр. Михайло Леонідович Михайлов; род. 6 июля 1959, Алёховщина, Ленинградская область) — советский и украинский футболист, вратарь. Мастер спорта СССР международного класса (1986). Заслуженный мастер спорта СССР (1986).

## Биография
Воспитанник футбольной школы «Звезда» (Кировоград). Первый тренер — В. М. Третьяков.
В начале своей карьеры выступал за клубы «Звезда» (1977—1978) и «Днепр» Днепропетровск (1979—1980).
В июле 1980 года его пригласили в киевское «Динамо». Основным голкипером в составе киевлян он сумел стать после травмы Виктора Чанова и блестяще отыграл весь сезон, пропустив меньше основного вратаря. После возвращения в строй Виктора Чанова в дубле Михайлову стало тесно и он перешёл в «Нефтчи» Баку.
В 1989 году отыграл сезон за донецкий «Шахтёр». Заканчивал карьеру в греческом «Аполлон Смирнис», в котором играл в 1991—1993 годах.
С 1993 года — тренер вратарей. Работал в «Динамо» (Киев) и сборной Украины.
Сын Андрей (род. 1982), футболист, играл в высшей лиге Украины, выступал за команды «Звезда», «Борисфен».

## Достижения

### Командные
«Динамо» (Киев)
- Чемпион СССР: 1981, 1985
- Обладатель Кубка СССР: 1985
- Обладатель Кубка обладателей кубков: 1986
- Обладатель Суперкубка СССР: 1986

### Личные
- В списке 33 лучших футболистов сезона в СССР: № 2 (1985)
- Орден «За заслуги» ІІ степени (2016)[4]
- Орден «За заслуги» III степени (2004)[5]